# Jan Pehel
Jan Pehel (16. května 1852 Husinec – 27. února 1926 Praha-Královské Vinohrady) byl český varhaník, vojenský kapelník a skladatel.

## Život
Otec skladatele byl vesnickým kantorem v Husinci. Stal se členem orchestru šlechtického rodu Krakovských z Kolovrat v Hrobech. V roce 1872 vystudoval v Soběslavi učitelský ústav a učil na vesnických školách. V letech 1875–1880 byl varhaníkem a ředitelem kůru v chrámu Nanebevzetí Panny Marie v Chrudimi a v následujících pěti letech působil ve stejné funkci v Chocni. V Chocni založil a řídil sokolskou hudbu.
V roce 1884 se stal vojenským kapelníkem v Hradci Králové. V tomto povolání dosáhl největších úspěchů. Působil u vojenských kapel v Terezíně, Terstu a v Praze. V Praze se stal kapelníkem granátnické hudby a byl zvolen i starostou Společenstva kapelníků. Byl považován za jednoho z nejlepších vojenských kapelníků Rakousko-Uherska. Jeho skladby byly vydávány i v Německu, v Itálii a v Anglii.

## Dílo
Zkomponoval velké množství pochodů a tanců. V Čechách mezi nejznámější patřily pochody:
- Výstavní
- Na barikádách pražských

Komponoval však i písně, sbory a větší hudebně dramatická díla díla:
- Hříchy mladých let (opereta)
- Osudné manévry (opereta)
- Brandl (opereta)
- Lev se probudil (opereta)
- Athanas (opera)
- Bohyně tance (balet)